# Fria Tider
Fria Tider (со швед. — «Свободные Времена») — шведское новостное интернет-издание, основанное в 2009 году. Издание обозначает себя как консервативное. У издания было 1 037 000 ежемесячных уникальных читателей, что примерно равняется 11 % населения Швеции. По данным Alexa.com, на август 2014 года сайт friatider.se занимает 60 место по популярности в Швеции.

## Общие данные
Fria Tider было основано в 2009 году. Главный редактор и ответственный издатель — Видар Нурд. В friatider.se материал обновляется круглосуточно, семь дней в неделю. Ежедневно публикуются статьи в разделах «В Швеции», «В мире», «Экономика», «Наука», «Культура» и «Мнение». Издание публикует статьи таких иностранных авторов, как Патрик Бьюкенен, Пол Готфрид, Роджер Скрутон, Джон Пилджер и Пол Крейг Робертс. В декабре 2009 года у издания появился твиттер-аккаунт.

## Критика
Fria Tider занимает критическую позицию по отношению к основным СМИ. Издание в области внешней политики придерживается принципа невмешательства во внутренние дела государств и решительно возражает против шведского участия в международных операциях, в том числе в Афганистане, Ливии и Сирии. Fria Tider раскритиковал шведские власти в весьма сильных выражениях за что, как они рассматривают дело Ассанжа. Издания тоже обвинил шведские СМИ в том, что начали клеветническую кампанию против Джулиана Ассанжа.
Во время Евромайдана Fria Tider опубликовал передовую статью, где утверждали, что освещение в СМИ о чрезмерном применении насилии режима Виктора Януковича «политическая пропаганда, чтобы избавиться от правительства, препятствующего властные амбиции США и ЕС в Восточной Европе». Издание покритиковал Никлас Бернсанд, исследователь в Центре европейских исследований Лундского университа в Швеции. Он считал, что издание в этом вопросе «явно поддерживало российскую позицию».